# Сатир
Сатирите (на старогръцки: Σάτυρος, Satyros; мн.ч. Σάτυροι, Satyroi, на латински: Satur, Saturus) или Силен (Silen; на старогръцки: Σιληνός, Σειληνός; мн.ч. Σιληνοί, Σειληνοί; дорийски: Σιλανός; на латински: Silenus, Silanus) в древногръцката митология са постоянните придружители на Силен (син на Хермес) – добродушен, весел, постоянно пиян старец, дебел като винения мях, с който никога не се разделял. По-късно сатирите, изобразявани с кози копита и рога, станали постоянни спътници и на Дионис, грижите за когото били поверени на Силен (негов чичо).

## Характеристика
В ранната гръцка митология сатирът е член на войска от мъжки другари на Дионис; те обикновено имат конски уши и опашки. Начините, по които са ги представяли, понякога изобразявали краката им като конски, но при керамиката от 6 век пр.н.е. най-често били изобразявани с човешки крака.
Фавнът (фаунът) е подобно същество от римската митология, обитаващо гората, което имало човешко тяло, но краката, рогата и опашката били на коза.
В митовете и двамата често се свързват със свирене на флейта (подобна на тази на Пан). Гръко-говорещите римляни често използвали гръцкия термин „сатуро“, когато се позовавали на латинския фаунизъм и в крайна сметка синкретизирали и двете представи за митичното същество (женските „сатиреси“ били по-късно изобретение на поетите). Сатирите са известни и със своите сексуални желания. Те се характеризират с желанието да имат сексуален контакт с колкото се може повече жени.
Сатирите са другарите на Дионис, богът на виното, и прекарвали времето си в пиене, танцуване и преследване на нимфи. Италианската версия на сатира е фавнът, а славянската версия е лесник, лесник или леший.
Възрастните сатири често се изобразяват в римското изкуство с кози рога, докато младите са често показани с костни възли на челата си. В гръцката митология сатирите са известни с това, че са били похотливи, пияни гористи богове.
Като поклонници на Дионис, те са любители на виното и жените и са били готови за всяко физическо удоволствие. В по-късното изкуство били изобразявани танцуващи с нимфи, с които имат специален танц, наречен „сикинис“. Поради любовта си към виното те често са представяни държащи чаши за вино и често са включвани в декорациите на чашите за вино.

## Галерия
- ок. 460 пр.н.е.
- Дионис и свитата му, 510 – 500 пр.н.е.
- в Помпей
- Танцуващ Сатир
- в Помпей
- Сатир с флейта в Лувър
- Сатир с нимфи, 1873
- 1898
- Сатир с жени, 2 – 4 век